# Edward Durell Stone
Edward Durell Stone (né en 1902 à Fayetteville en Arkansas, mort le 6 août 1978 à New York) est un architecte américain moderniste du XXe siècle.

## Biographie
Edward Durell Stone fréquente l'université de l'Arkansas, l'école d'architecture d'Harvard et le MIT, sans pour autant y décrocher un diplôme. Il travaille à Boston pour Coolidge, Shepley, Bulfinch and Abbott, puis à New York pour Schultze & Weaver. Il intervient sur le Waldorf Astoria et le Radio City Music Hall. Il fonde ensuite son entreprise à New York en 1936. Il travaille à la conception du Museum of Modern Art, et en 1938, il dévoile la maison Goodyear.
Edward Durell Stone prend sa retraite en 1974. Il décède le 6 août 1978. Son entreprise Edward Durell Stone & Associates est active jusqu'en 1993.

## Réalisations
| Photo | Nom                                                                           | Ville                             | Pays       | Date |
| ----- | ----------------------------------------------------------------------------- | --------------------------------- | ---------- | ---- |
|       | Radio City Music Hall dans le Rockefeller Center                              | New York                          | États-Unis | 1932 |
|       | Museum of Modern Art avec Philip S. Goodwin                                   | New York                          | États-Unis | 1930 |
|       | Ingersoll Steel Utility Unit House                                            | Kalamazoo (Michigan)              | États-Unis | 1946 |
|       | Fine Arts Center dans l'Université de l'Arkansas                              | Fayetteville (Arkansas)           | États-Unis | 1950 |
|       | Harvey Mudd College (en)                                                      | Claremont (Californie)            | États-Unis | 1955 |
|       | Edward Durell Stone House                                                     | New York                          | États-Unis | 1956 |
|       | Park Lane Residence                                                           | Dallas                            | États-Unis | 1956 |
|       | United States Embassy                                                         | New Delhi                         | Inde       | 1958 |
|       | Pavilion américain à l'Expo 58                                                | Bruxelles                         | Belgique   | 1958 |
|       | Robert M. Hughes Memorial Library (en) Université Old Dominion                | Norfolk (Virginie)                | États-Unis | 1959 |
|       | Station d'essence Gulf Oil Aéroport international de New York-John F. Kennedy | New York                          | États-Unis | 1959 |
|       | Arie Crown Theater Modifié en 1997                                            | Chicago                           | États-Unis | 1960 |
|       | 2 Columbus Circle (en) Modifié en 2006                                        | New York                          | États-Unis | 1961 |
|       | Beckman Auditorium California Institute of Technology                         | Pasadena                          | États-Unis | 1964 |
|       | National Geographic Building                                                  | Washington (district de Columbia) | États-Unis | 1964 |
|       | Musée d'art de Ponce                                                          | Ponce (Porto Rico)                | Porto Rico | 1964 |
|       | Claremont School of Theology (en)                                             | Claremont (Californie)            | États-Unis | 1965 |
|       | Busch Memorial Stadium Démoli en 2005                                         | Saint-Louis (Missouri)            | États-Unis | 1966 |
|       | World Trade Center New Orleans                                                | La Nouvelle-Orléans               | États-Unis | 1967 |
|       | Garden State Arts Center                                                      | Holmdel (New Jersey)              | États-Unis | 1968 |
|       | Université d'État de New York à Albany Uptown Campus                          | Albany (New York)                 | États-Unis | 1968 |
|       | John F. Kennedy Center for the Performing Arts                                | Washington (district de Columbia) | États-Unis | 1971 |
|       | Aon Center Ancien édifice Standard Oil                                        | Chicago                           | États-Unis | 1973 |
|       | Fort Worth City Hall                                                          | Fort Worth                        | États-Unis | 1975 |
|       | First Canadian Place                                                          | Toronto                           | Canada     | 1975 |
|       | Capitole de l'État de Floride                                                 | Tallahassee                       | États-Unis | 1977 |
|       | University of Alabama School of Law (en)                                      | Tuscaloosa (Alabama)              | États-Unis | 1977 |
|       | Siège social mondial de PepsiCo                                               | Purchase (New York)               | États-Unis |      |